# او-بی، او-با: پایان تمدن
او-بی، او-با: پایان تمدن (لهستانی: O-bi, o-ba: Koniec cywilizacji) یک فیلم علمی تخیلی لهستانی به کارگردانی پیوتر شولکین است که در سال ۱۹۸۵ منتشر شد.

## بازیگران
- یرژی اشتور
- کریستیانا یاندا
- ماریوش دموخوفسکی
- مارک والچفسکی
- یان نووینسکی
- هنریک بیستا
- لئون نیمچیک
- کشیشتف مایخشاک
- الژبیتا ژایونتسوونا
- مارچین ترونسکی
- ماریوش بنوآ